# Cordia buddleoides
Cordia buddleoides là loài thực vật có hoa trong họ Mồ hôi. Loài này được Rusby mô tả khoa học đầu tiên năm 1896.